# Shinsekai

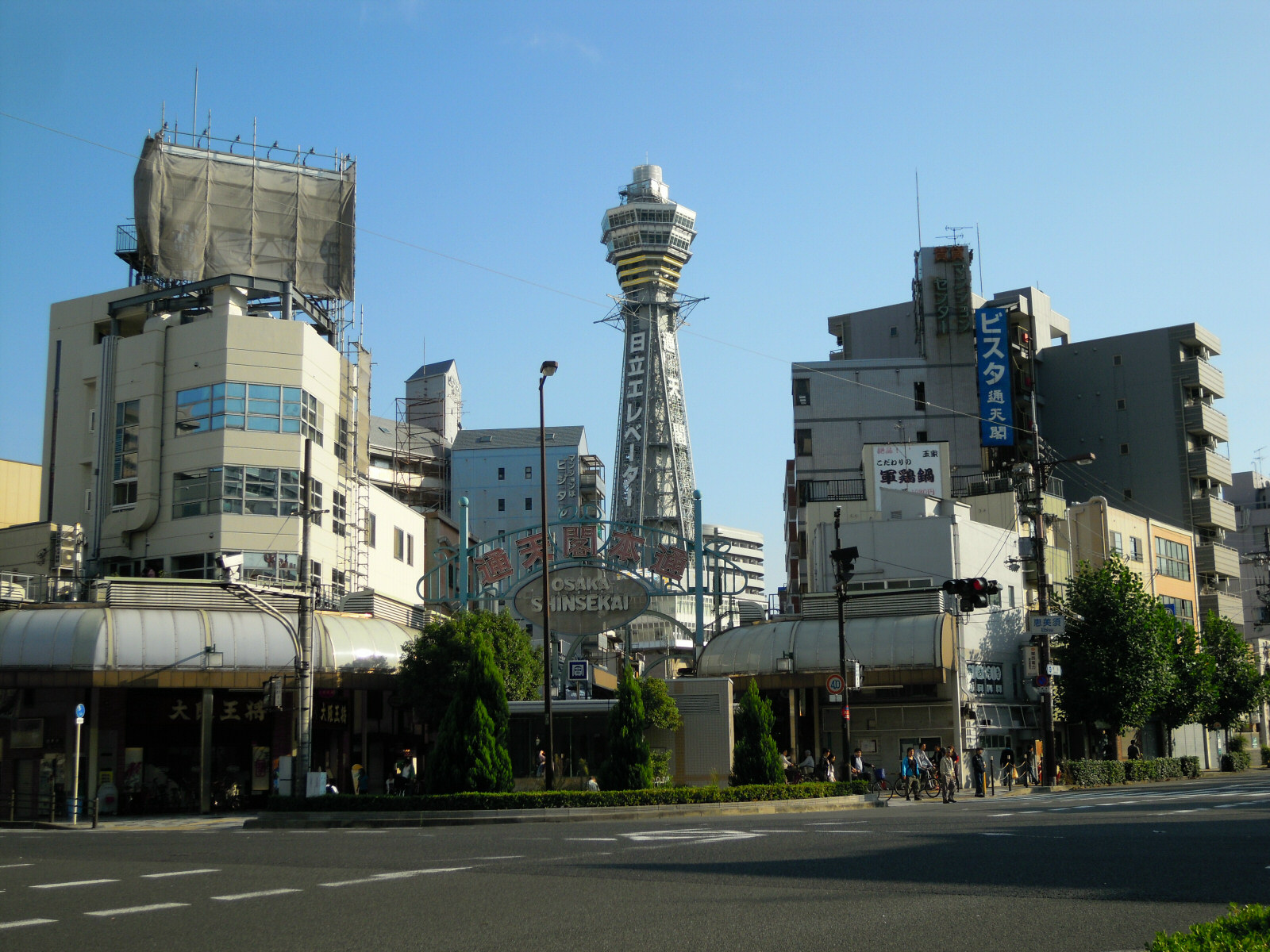
Ebisuhigashi

Shinsekai (新世界 Nuevo Mundo?) es un distrito localizado al sur del centro de la ciudad de Osaka. Muchos le han atribuido la característica de ser el peor barrio de Japón, pese a que es también uno de los más famosos, por su única arquitectura y rica cultura. Este barrio o vecindario es uno de los más nuevos de Osaka, fundado en el año 1912. Su máximo exponente y atracción turística es el la torre Tsūtenkaku, que anteriormente era la entrada al Luna Park de Osaka; fue desmantelada durante la Segunda Guerra Mundial para construir armamento, pero fue posteriormente reensamblada con un diseño diferente.

## Historia
Este barrio fue creado tras la Segunda Guerra Mundial, pese a que la historia de la zona es anterior a esa fecha, como el ya mencionado Luna Park. Tras la guerra, la zona decayó y fue casi abandonada, con solo unos pocos habitantes. Sus orígenes datan del 1903, cuando se inició la construcción de la torre y cuando el lugar se empezó a poblar. Para 1912 la torre ya estaba lista y el pueblo terminado. habiendo sido terminado. Tras la guerra el lugar fue dejado de lado, aunque poco a poco ha ido recuperándose. La pobreza que dejó la guerra le han dado la reputación de ser uno de los lugares más pobres y peligrosos del país. Pese a que en estos tiempos la zona ya es segura, mucha gente prejuiciosa teme acercarse al lugar.

## Hoy en día
Actualmente Shinsekai es uno de los lugares más representativos de Osaka. Su mala reputación ya no es tanta, posee una cultura única y es un lugar recomendado para el turismo.

## Comida
La comida más típica es el Kushi Katsu, que son brochetas o pinchos de pollo, carne o demás, fritos, que son la especialidad de Shinsekai. También hay Dote-Yaki, otro plato de la localidad. Entre restaurantes famosos de la zona están el Man-Yoshi, con más de 60 años; el Yamato-Ya; hay un Zubaruya (restaurante donde se sirve pez globo), dicen que el mejor de Osaka, con su característica linterna con forma de pez globo (Fugu o Takifugu); también está " Yaekatsu", un restaurante de Kusikatsu.

## Lugares de interés
Shinsekai posee diversas atracciones turísticas, como por ejemplo un parque de diversiones llamado Festiva Gate (cerrado), o un famoso Spa llamado Spa World con grandes baños termales con estilo asiático-europeo. La arquitectura histórica más antigua en los límites de Osaka: la tumba en la colina Chausu-Yama, una vieja tumba perteneciente a una antigua familia de clase alta, fue construida en el siglo VI. El templo Shitennoji (Tennoji-san); uno de los más viejos de Japón y, cada 14 de junio se celebra un festival llamado Doja-Doja del templo Shitennoji. El templo Shoman-in llamado Aizen-san y más.

## Ficción
- En el videojuego Yakuza 2, Shinsekai tiene una aparición con el nombre de Shinseicho, y es visitable por el jugador. Esta versión aunque pequeña, detalla muy bien el lugar, contiene tiendas, restaurantes reales (Zuboraya) e inclusive se puede acceder a la Torre Tsutenkaku.